# Czarny Dom
Czarny Dom (ang. Black House) – powieść Stephena Kinga i Petera Strauba wydana we wrześniu 2001 roku. Wyróżniona nagrodą im. Brama Stokera, jest sequelem powieści Talizman z 1984 roku.

## Fabuła
W mieście French Landing w stanie Wisconsin dochodzi do serii morderstw. Miejscowy komendant policji prosi o pomoc w rozwiązaniu sprawy swojego przyjaciela, Jacka Sawyera, który jako dziecko był bohaterem powieści „Talizman”

## Polskie wydania
Pierwsze polskie wydanie ukazało się w lipcu 2002 roku nakładem wydawnictwa Prószyński i S-ka; liczyło 692 strony (ISBN 83-7337-199-0); zostało wznowione w kwietniu 2010 roku, licząc 648 stron (ISBN 978-83-7648-376-4). Autorem przekładu jest Marek Mastalerz.